# Jazbine (Cerkniščica)
Jazbine so povirni pritok potoka Gradiščica, ki se izliva v Cerkniščico, ta pa nato v Cerkniško jezero.